# Mendidius zhantievi
Mendidius zhantievi är en skalbaggsart som beskrevs av Gusakov 1997. Mendidius zhantievi ingår i släktet Mendidius och familjen Aphodiidae. Inga underarter finns listade i Catalogue of Life.